# 9503 Аґравейн
9503 Аґравейн (2180 T-2, 1984 SU7, 1990 VU9, 1998 FU26, 9503 Agrawain) — астероїд головного поясу.
Тіссеранів параметр щодо Юпітера — 3,197.